# Artur Takač
Artur Takač (Varaždin, 9. lipnja 1918. — Kopaonik, 28. siječnja 2004.) bio je hrvatski atletski reprezentativac židovskog porijekla, istaknuti sportski djelatnik, član Međunarodnog olimpijskog odbora (MOO) i pukovnik Jugoslavenske narodne armije (JNA).
Rođen je u Varaždinu u židovskoj obitelji. U mladosti se istaknuo kao svestrani sportaš - bio je omladinski prvak Jugoslavije u trčanju na 800 i 1500 metara, bavio se tenisom i hokejom na ledu. Osnovnu školu i gimnaziju završio je u rodnom gradu.
Tijekom Drugog svjetskog rata bio je interniran u Italiji, a kasnije je pobjegao u Švicarsku gdje je radio kao trener i surađivao s Olimpijskim institutom u Lausanni. Krajem 1944. pridružio se pokretu otpora u Francuskoj, a zatim partizanima.
Nakon rata organizirao je sportski život u Jugoslavenskoj armiji i sudjelovao u osnivanju SD Partizan. Bio je generalni tajnik Atletskog saveza Jugoslavije i obnašao važne funkcije u međunarodnom sportu, uključujući poziciju tehničkog direktora Međunarodnog olimpijskog odbora. Značajno je doprinio organizaciji nekoliko Olimpijskih igara i bio osobni savjetnik predsjednika MOO-a Juana Antonia Samarancha. 
Bio je član organizacijskog odbora Olimpijskih igara 1968. u Ciudad de Meksiku. Kao jedan od sudaca koji su ručno mjerili rezultat, odigrao je važnu ulogu u priznavanju skoka u dalj Boba Beamona (8,90 metara) za svjetski rekord. Uspjeh tih igara promovirao ga je za tehničkog delegata na Olimpijskim igrama 1972. godine u Münchenu i Olimpijskim igrama 1976. u Montrealu. Tijekom tih zadataka Artur je radio i na unapređenju pojedinih olimpijskih pravila. Radio je na masovnijem učešću žena na olimpijskim igrama, ali i na pitanjima upotrebe droga u sportu. Nakon toga Artur se vratio u SFR Jugoslaviju, gdje je vodio Mediteranske igre 1979. u Splitu, a potom Zimske olimpijske igre 1984. u Sarajevu.
Juan Antonio Samaranch je 1990. poslao Artura Takača u Zagreb kod Franje Tuđmana, s oštrim upozorenjem da se ne otkaže Europsko atletsko prvenstvo 1990. u Splitu.
Tragično je nestao tijekom skijanja na Kopaoniku 28. siječnja 2004., a njegovo tijelo pronađeno je 17 mjeseci kasnije. Pokopan je u Aleji zaslužnih građana na Novom groblju u Beogradu. U njegovu čast održava se međunarodni atletski miting u Beogradu.